# 塞西莉婭·沙苗爾
塞西莉婭·伊莉莎白·沙苗爾（1920年—），出生名塞西莉亞·伊莉莎白·陳，已退役馬來西亞女子羽毛球運動員。她在1930年代至1950年代宰制東南亞羽壇，被稱為“馬來亞羽球王后”。
1939年，塞西莉亞在馬來亞羽球公開賽贏得女子單打冠軍，取得生涯第一座國際賽冠軍頭銜，並在一年後成功衛冕。她自1940年與A·S·沙苗爾結婚後，在馬來西亞公開賽女子單打項目罕逢敵手，在1947年至1955年間的九年間奪得七次冠軍，並在1950年至1955年達成六連霸；此外，她在1947年和1954年兩度成為馬來西亞羽球公開賽三冠王（女單、女雙、混雙皆奪冠）。